# ايلارد (زلاغي الغربي)
ایلارد (بالفارسية: ایلرد) هي قرية تقع في إيران في قسم زلاغي الغربي الریفي. يقدر عدد سكانها بـ 108 نسمة بحسب إحصاء 2016.